# Мински гето
Мински гето је формиран у Минску убрзо после инвазије нацистичке Немачке на Совјетски Савез. Био је један од највећих у источној Европи, а највећи на окупираној територији Совјетског Савеза. У њему је било смештено близу 100.000 Јевреја, од којих је већина страдала у холокаусту.
Као и у многим другим гетима, Јевреји су били приморани да раде за Немце у фабрикама. Становници гета су живели у веома лошим условима, са недовољним залихама хране и лекова.
У марту 1942. убијено је око 5.000 Јевреја, углавном деце, који су стрељани и живи закопани. Данас се на том месту налази споменик Минском гету. До августа 1942. у гету је остало мање од 9.000 Јевреја, према немачким званичним документима. Гето је ликвидиран 21. октобра 1943, а преостали миншки Јевреји су убијени у логору смрти Собибор. Неколико хиљада Јевреја је убијено и у логору Мали Тростанец.